# 加百列

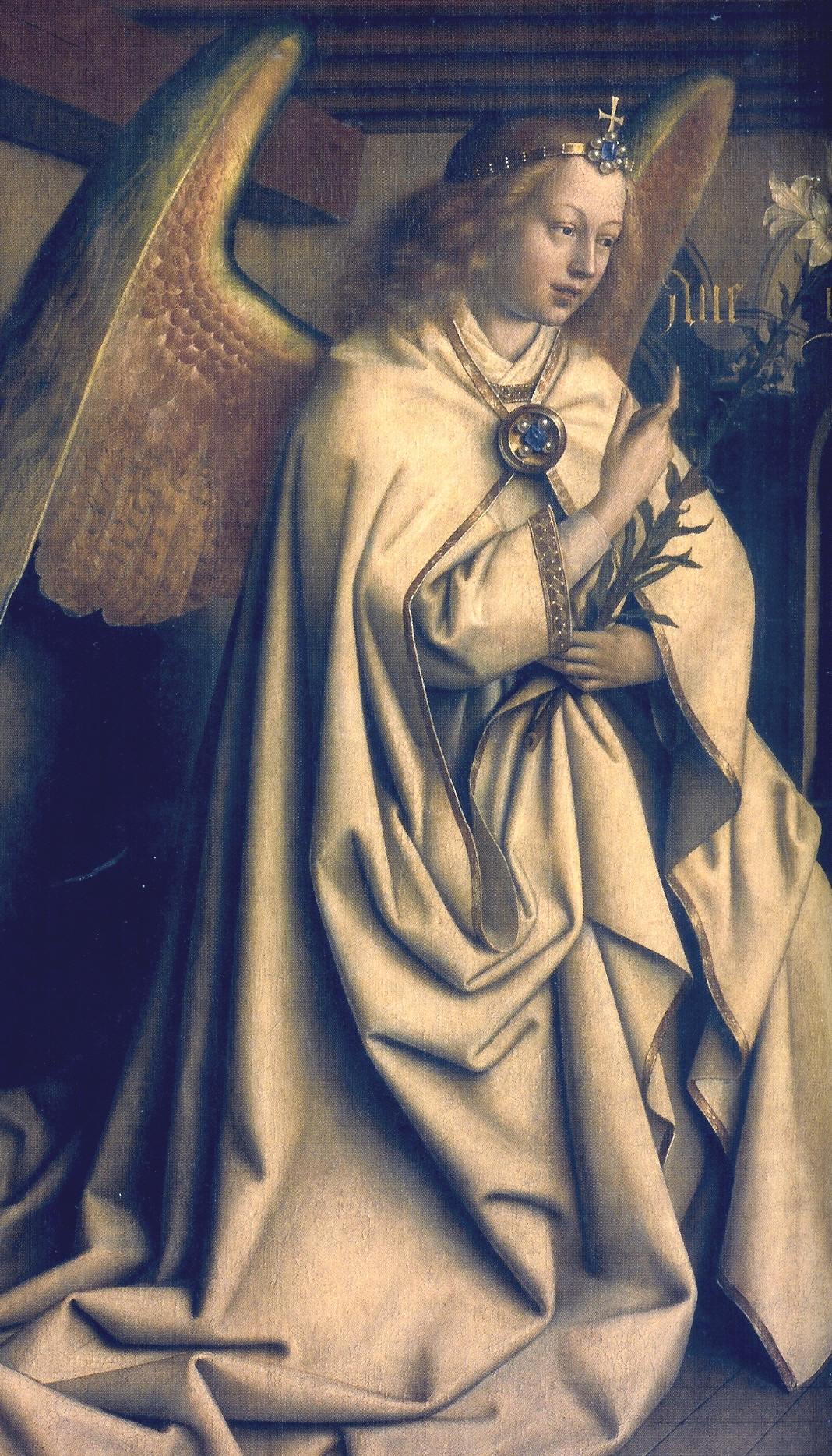
加百列

加百列（希伯來語： Gavriʼel），天主教通译加俾額爾（拉丁語：Gabrielus），東正教譯伽弗里伊爾（希臘語：Γαβριήλ），伊斯蘭教譯吉卜利勒是一個負責為神傳達訊息的熾天使。加百列第一次的出現是在希伯來聖經《但以理書》中，名字的意思是「天主的人」、「天神的英雄」、「上帝已經顯示了他的神力」、或「將上帝之秘密啟示的人」。他也被認為是上帝之（左）手（神顯靈）。
根據亞伯拉罕諸教，加百列是負責為神傳訊息的天使長，有時亦被視為死亡天使、火與雷的王子。加百列經常與米迦勒混為一談，而兩者皆為最高階的熾天使，由於在《聖經》中記載多半向女性顯現神蹟，繪畫作品中加百列被繪為女性形象，一般認為是女性的保護者。而在伊斯蘭教中，受真主之命向先知穆罕默德降示《古蘭經》，但認知上與猶太教和基督教有所出入。在巴哈伊信仰的典籍中也提及加伯利，最明顯的例子就是巴哈歐拉的形上著作《七谷经》与《四谷经》（The Seven Valleys and the Four Valleys）。

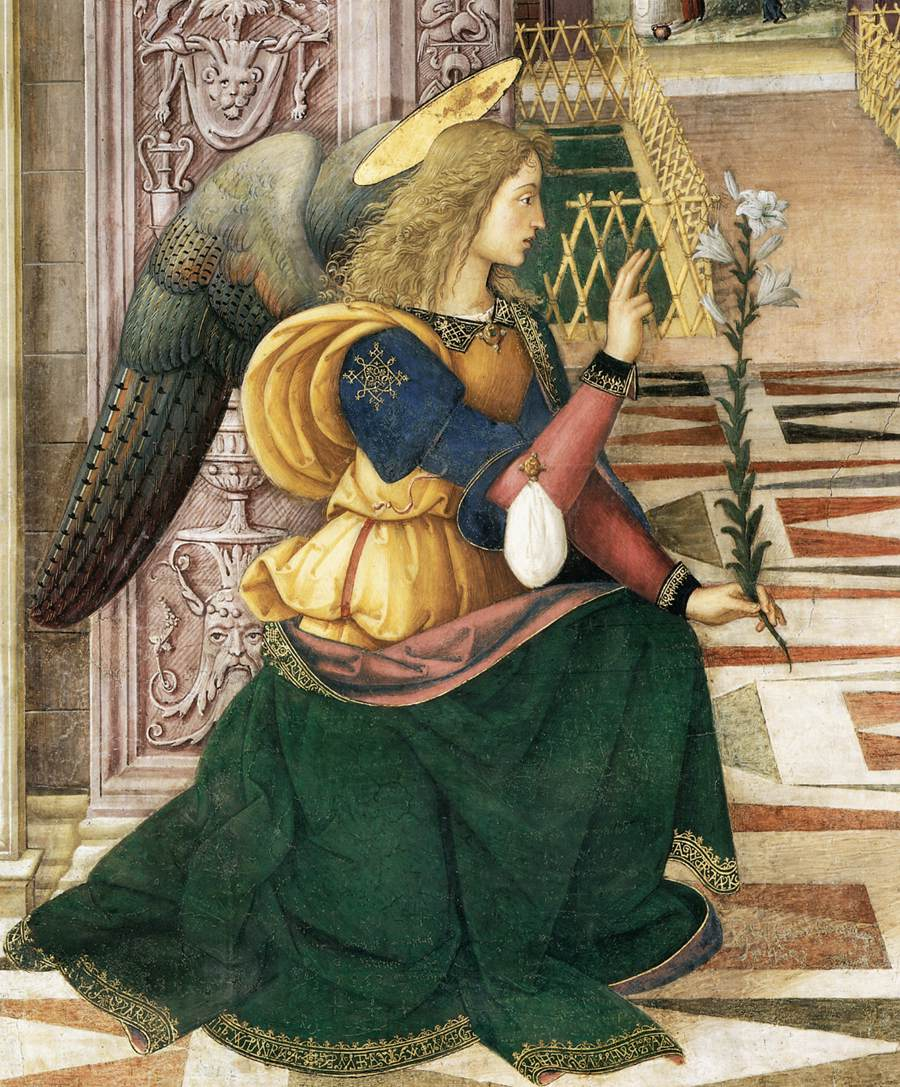
加百列

## 猶太教中的加百列

### 猶太歷史和希伯來聖經中的加百列
耶路撒冷的所羅門神廟被毀、以及之後發生在猶太國的巴比倫囚虜事件，令猶太領袖但以理思考他在流亡時所見異象的意義。這時候，加百列對他現身（《但以理书》第8章第16-25节）。
加百列的名字在《但以理书》中被提到2次：

我但以理見了這異象，願意明白其中的意思。忽有一位形狀像人的站在我面前。我又聽見烏萊河兩岸中有人聲呼叫說：「加百列啊，要使此人明白這異象。」他便來到我所站的地方。他一來，我就驚慌俯伏在地。他對我說：「人子啊，你要明白，因為這是關乎末後的異象。」
——《但以理书》第8章第15-17节

我說話，禱告，承認我的罪和本國之民以色列的罪，為我神的聖山，在耶和華我神面前懇求。我正禱告的時候，先前在異象中所見的那位加百列，奉命迅速飛來，約在獻晚祭的時候，按手在我身上。他指教我說：「但以理啊，現在我出來要使你有智慧，有聰明。你初懇求的時候，就發出命令，我來告訴你，因你大蒙眷愛。所以你要思想明白這以下的事和異象。為你本國之民和你聖城，已經定了七十個七。要止住罪過，除淨罪惡，贖盡罪孽，引進（或作彰顯）永義，封住異象和預言，並膏至聖者（者或作所）。」
——《但以理书》第9章第20-24节
加百列的名字在偽典《以諾書》中亦有出現。

### 猶太法典中的加百列
根據猶太神話，加百列多次以聲音向人示警。他曾告訴挪亞要在大洪水之前集合動物；他亦阻止了亞伯拉罕殺死其子以撒；另外，跟雅各摔角的天使也是加百列。

## 基督宗教中的加百列

### 標準新約聖經中的加百列
《新約聖經》的《路加福音》第1章中记载，加百列曾向撒迦利亞顯現，並告訴他其妻子以利沙伯將會誕下施洗約翰；他還向瑪利亞顯現，告訴她將誕下耶穌。

1:8　撒迦利亚按班次，在神面前供祭司的职分，
1:9　照祭司的规矩掣签，得进主殿烧香。
1:10　烧香的时候，众百姓在外面祷告。
1:11　有主的使者站在香坛的右边，向他显现。
1:12　撒迦利亚看见，就惊慌害怕。
1:13　天使对他说，撒迦利亚，不要害怕。因为你的祈祷已经被听见了，你的妻子以利沙伯要给你生一个儿子，你要给他起名叫约翰。
1:14　你必欢喜快乐，有许多人因他出世，也必喜乐。
1:15　他在主面前将要为大，淡酒浓酒都不喝，从母腹里就被圣灵充满了。
1:16　他要使许多以色列人回转，归于主他们的神。
1:17　他必有以利亚的心志能力，行在主的前面，叫为父的心转向儿女，叫悖逆的人转从义人的智慧。又为主预备合用的百姓。
1:18　撒迦利亚对天使说，我凭着什么可知道这事呢？我已经老了，我的妻子也年纪老迈了。
1:19　天使回答说，我是站在神面前的加百列，奉差而来，对你说话，将这好信息报给你。
1:20　到了时候，这话必然应验。只因你不信，你必哑吧不能说话，直到这事成就的日子。
1:21　百姓等候撒迦利亚，诧异他许久在殿里。
1:22　及至他出来，不能和他们说话。他们就知道他在殿里见了异象。因为他直向他们打手式，竟成了哑吧。
1:23　他供职的日子已满，就回家去了。
1:24　这些日子以后，他的妻子以利沙伯怀了孕，就隐藏了五个月，
1:25　说，主在眷顾我的日子，这样看待我，要把我在人间的羞耻除掉。
1:26　到了第六个月，天使加百列奉神的差遣，往加利利的一座城去，这城名叫拿撒勒。
1:27　到一个童女那里，是已经许配大卫家的一个人，名叫约瑟，童女的名字叫马利亚。
1:28　天使进去，对她说，蒙大恩的女子，我问你安，主和你同在了。
1:29　马利亚因这话就很惊慌，又反复思想这样问安是什么意思。
1:30　天使对她说，马利亚不要怕。你在神面前已经蒙恩了。
1:31　你要怀孕生子，可以给他起名叫耶稣。
1:32　他要为大，称为至高者的儿子。主神要把他祖大卫的位给他。
1:33　他要作雅各家的王，直到永远。他的国也没有穷尽。
1:34　马利亚对天使说，我没有出嫁，怎么有这事呢？
1:35　天使回答说，圣灵要临到你身上，至高者的能力要荫庇你。因此所要生的圣者，必称为神的儿子。（或作所要生的必称为圣称为神的儿子）
1:36　况且你的亲戚以利沙伯，在年老的时候，也怀了男胎。就是那素来称为不生育的，现在有孕六个月了。
1:37　因为出于神的话，没有一句不带能力的。
1:38　马利亚说，我是主的使女，情愿照你的话成就在我身上。天使就离开她去了。
——《路加福音》第1章第8-38节

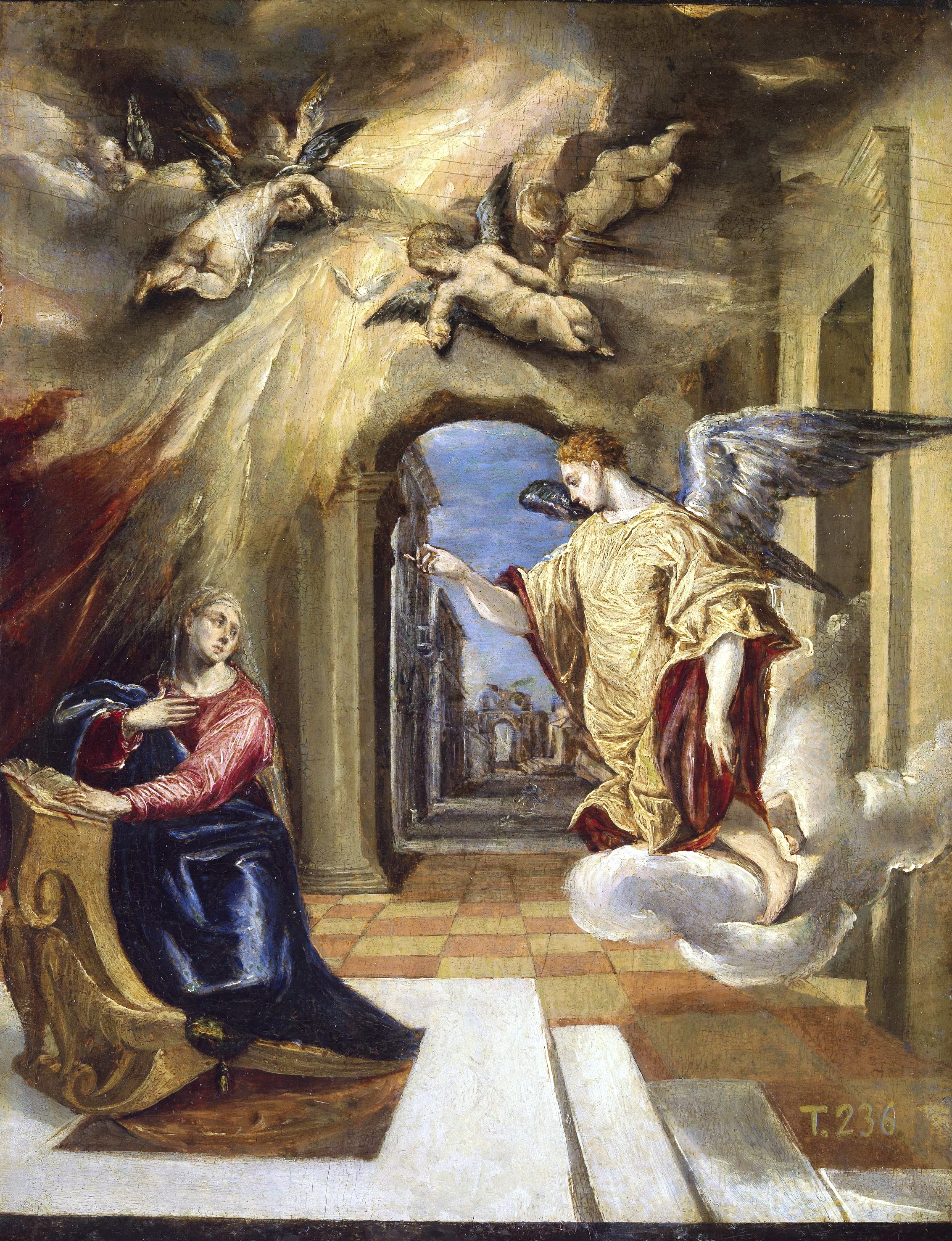
加百列向瑪利亞報喜，作者為格列柯（1575）

《路加福音》記載加百列奉差遣向童女馬利亞预告耶穌降生，這件事跡通常被稱為「聖母領報」（路加福音1:26），為了紀念這日子，3月25日被定為「預報救主降生節」。另外，誦念《玫瑰經》中的「歡喜一端」亦是為了慶祝這個特別的日子。
有傳《啟示錄》中身份未明、吹響號角宣佈審判日開始的天使就是加百列，又被稱之為第一號角。天主教会稱其為總領天使聖加俾額爾，是信使們的主保聖人；跟另外兩位天使辣法厄耳和米迦勒的主保瞻禮日同为9月29日。

## 伊斯蘭教中的加百列

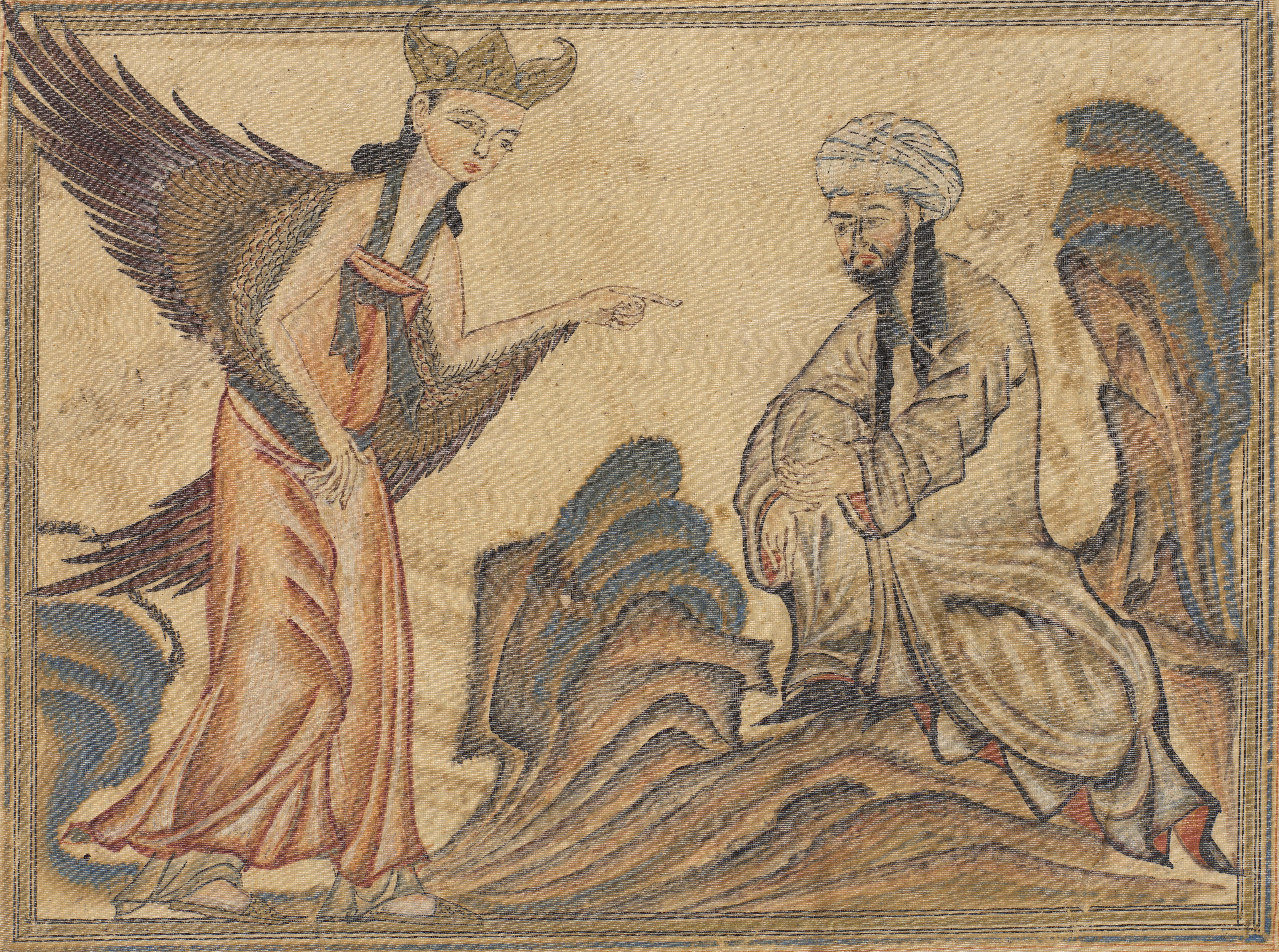
吉卜利勒（阿拉伯语：جبريل；Jibril) 向穆罕默德啟示《古蘭經》。

在阿拉伯語中，加百列被稱為吉卜利勒（جبريل；جبرائيل）；穆斯林認為他向穆罕默德啟示《古蘭經》。（你說：「凡仇視吉卜利里的，都是因為他奉真主的命令把啟示降在你的心上，以證實古經，引導世人，並向信士們報喜。」（《古蘭經》2:97）
吉卜利勒的主要職責是傳達真主的訊息。與基督教一樣，吉卜利勒是向麥爾彥（即瑪利亞）傳達她將會誕下先知爾撒（耶穌）的使者。《古蘭經》記載如下：
「你應當在這部經典裡提及麥爾彥，當日她離開了家屬而到東邊一個地方。她用一個帷幕遮蔽著，不讓人們看見她。我使我的精神到她面前，他就對她顯現成一個身材勻稱的人。她說：『我的確求庇於至仁主，免遭你的侵犯，如果你是敬畏的。』他說：『我只是你的主的使者，我來給你一個純潔的兒子。』她說：『任何人沒有接觸過我，我又不是失節的，我怎麼會有兒子呢？』他說：『事實是像這樣的，你的主說：這對於我是容易的。我要以他為世人的蹟象，為從我發出的恩惠，這是已經判決的事情。』」（《古蘭經》19:16-21）
在伊斯兰教的神迹，先知穆罕默德在夜行登霄中被吉卜利勒帶领並騎乘神兽布拉克，到了古都斯（耶路撒冷），之後和吉卜利勒同上天上，先知與其他一眾先知見面並在最後接受安拉的指示。

## 摩尼教中的加百列
摩尼七經之一《大力士經》提到四名「復仇天使」終結了魔鬼的惡行，並將魔鬼及其子嗣拿非利人鎖入牢獄。這四名天使分別是拉斐爾、米迦勒、加百列和伊斯瑞爾（即烏列爾）。此外，在福建省霞浦縣發現了一批摩尼教文獻，統稱「霞浦文書」。這批文獻中的《興福祖慶誕科》裡有一段「請護法文」列出的摩尼教四梵天王被認為實即西方資料中的四大天使的閩語譯名：嚧嚩逸囉對應拉斐爾，彌訶逸囉對應米迦勒，㗼嚩囉逸囉對應加百列，娑囉逸囉對應沙利葉。

## 占卜學中的加百列
在占星學或神秘學中，加百列是北落師門的守護者，代表四大元素的水。

## 影视作品中的加百列
- 机动战士高达SEED DESTINY中的洛德·吉布利尔（Lord Djibril），为地球军激进组织“理法”盟主，实际掌控地球联合军，为地球军实际上的最高领导人，以消灭所有调整者为目标。
- 《凡赫辛》：在2004年上映的影片《凡赫辛》中，吸血鬼德古拉将范海辛称为加百列（加百列·范海辛）。这是由于电影编剧将原著小说《德古拉》中“吸血鬼捕手”亞伯拉罕·范海辛改作加百列·范海辛（Gabriel Van Helsing），以强化范海辛这一角色的戏剧效果。故吸血鬼捕手成了天使加百列的化身，“上帝的左手”和“神之力”。
- 《康斯坦汀：驅魔神探》：描述加百列因為對上帝向任何人都進行教贖而感到不滿，而與撒旦之子聯手企圖毀滅世界來選出最後生存的人選，而成為裡面的反派角色。
- 《超異能英雄》：塞拉原名加百列，在第六季以前是排名第一的大壞蛋，第六季以後開始轉性變成好人。超能力：看透事物運行，對超能力有非常強烈的求知慾，並且能永久學習任何一種超能力。
- 《邪恶力量》：原偽裝为整蛊怪，第五季第八集被识破。
- 《終極惡女》：日音王的弟弟日月王以加百列的身份潛伏於鏡中。
- ：加百列从天界的“天使学校”首席天使毕业之后，开始她在下界的学校生活。曾经认为“身为天使，应为人类的幸福指路”的她，却因为习惯了下界的生活，不知不觉地展开她逃学、自甘堕落过日子。
- 輕小說《約會大作戰》──精靈〈歌姬〉誘宵美九的天使〈破軍歌姬〉
- 《刀劍神域》：UW篇章中，Alicization計畫的反派角色──〈加百列·米勒〉 ，對於他人的靈魂極其渴望。
- 輕小說《關於我轉生變成史萊姆這檔事》龍種維爾薩澤持有技能 美德系究極技能《忍耐之王》加百列
- 《魔法禁書目錄》：指代表神之力的大天使加百列，於第三次世界大戰中被右方之火召喚，其力量早於天使墜落篇中被莎夏使用

## 擴展閱讀
- Bamberger、Bernard Jacob、(2006年3月15日). Fallen Angels: Soldiers of Satan's Realm. Jewish Publication Society of America. ISBN 978-0-8276-0797-2
- Briggs、Constance Victoria、1997年. The Encyclopedia of Angels : An A-to-Z Guide with Nearly 4,000 Entries. Plume. ISBN 978-0-452-27921-6.
- Bunson、Matthew、(1996年). Angels A to Z : A Who's Who of the Heavenly Host.  Three Rivers Press. ISBN 978-0-517-88537-6.
- Cruz、Joan C. 1999年. Angels and Devils. Tan Books & Publishers. ISBN 978-0-89555-638-7.
- Davidson、Gustav. A Dictionary of Angels: Including the Fallen Angels. Free Press. ISBN 978-0-02-907052-9
- Graham、Billy、1994年. Angels: God's Secret Agents. W Pub Group; Minibook edition. ISBN 978-0-8499-5074-2
- Guiley、Rosemary、1996年. Encyclopedia of Angels. ISBN 978-0-8160-2988-4
- Kreeft、Peter J. 1995年. Angels and Demons: What Do We Really Know About Them? Ignatius Press. ISBN 978-0-89870-550-8
- Lewis、James R. (1995年). Angels A to Z. Visible Ink Press. ISBN 978-0-7876-0652-7
- Melville、Francis、2001年. The Book of Angels: Turn to Your Angels for Guidance、Comfort、and Inspiration. Barron's Educational Series; 1st edition. ISBN 978-0-7641-5403-4
- Ronner、John、1993年. Know Your Angels: The Angel Almanac With Biographies of 100 Prominent Angels in Legend & Folklore-And Much More! Mamre Press. ISBN 978-0-932945-40-2.

## 外部連結
- 天主教百科全書（页面存档备份，存于）
- 猶太百科（页面存档备份，存于）
- 神話百科全書
- Steliart 天使詞典: G（页面存档备份，存于）
- One of Many Ring
- Sarah的天使長
- 三位一體天使：天使長
- 聚焦天使（页面存档备份，存于）
- Great Dreams（页面存档备份，存于）
- 加百利，星期一天使
- Archangel Correspondence. Archangel Gabriel, Angelic & Planetary Symbols.（页面存档备份，存于） Last accessed November 15, 2013.
- 天主教百科全書 St. Gabriel the Archangel.（页面存档备份，存于） Last accessed November 15, 2013.
- Celdrán, José Alfredo González, and Ruck, Carl A. P. Daturas for the Virgin（页面存档备份，存于） Last accessed November 15, 2013.
- Christian Art. Icons of the Archangel Gabriel.（页面存档备份，存于） Last accessed November 15, 2013.
- Jewish Encyclopedia.com. Gabriel.（页面存档备份，存于） Last accessed November 15, 2013.
- Hassett, Maurice. "Early Christian Representations of Angels." The Catholic Encyclopedia. Vol. 1. New York: Robert Appleton Company, 1907. 25 Dec. 2013（页面存档备份，存于）